# Pete Herman
Pete Herman, pseudonimo di Peter Gulotta (New Orleans, 12 febbraio 1896 – 13 aprile 1973), è stato un pugile statunitense.
Grande peso gallo degli Anni '10 e 20, campione del mondo della categoria dal 1917 al 1920 e nel 1921.
La International Boxing Hall of Fame lo ha riconosciuto fra i più grandi pugili di ogni tempo.

## La carriera
Nato a New Orleans da una famiglia di origine italiana, divenne professionista nel 1912.
Fu antagonista del grande peso gallo danese Kid Williams, a cui tolse il titolo mondiale il 9 gennaio 1917, incontrandolo 4 volte in tutto (1 vittoria, 1 sconfitta, 2 pareggi), e di Joe Lynch, che il 22 dicembre 1920 gli tolse il titolo mondiale, in un match disputato al Madison Square Garden di New York. Nel luglio dell'anno seguente, tuttavia, Herman sconfisse Lynch, riprendendosi il titolo. La rivalità tra i due, dovuta all'essere ai vertici della categoria dei gallo negli anni a cavallo tra la fine dei '10 e l'inizio dei '20, si concretizzò in un totale di 5 incontri disputati tra il 1917 e il 1921, con 3 vittorie per Herman e 2 per Lynch.
Herman fu uno dei pochissimi a battere il leggendario Jimmy Wilde, sia pure alla fine della carriera di quest'ultimo.

## Vita dopo il pugilato
Dopo aver interrotto l'attività pugilistica a soli 26 anni, a causa di seri problemi alla vista, che negli ultimi anni si complicarono al punto di renderlo completamente cieco, Peter Gulotta trascorse il resto della vita nella natia New Orleans, dove fu proprietario di un noto club del French Quarter.